# Municipio de Rush (condado de Susquehanna)
El municipio de Rush (en inglés: Rush Township) es un municipio ubicado en el condado de Susquehanna en el estado estadounidense de Pensilvania. En el año 2000 tenía una población de 1.290 habitantes y una densidad poblacional de 13.2 personas por km².

## Geografía
El municipio de Rush se encuentra ubicado en las coordenadas 41°44′30″N 75°58′59″O / 41.74167, -75.98306.

## Demografía
Según la Oficina del Censo en 2000 los ingresos medios por hogar en la localidad eran de $32,128 y los ingresos medios por familia eran $35,938. Los hombres tenían unos ingresos medios de $28,015 frente a los $20,179 para las mujeres. La renta per cápita para la localidad era de $14,853. Alrededor del 15,2% de la población estaban por debajo del umbral de pobreza.